# Adolf Rodde (Politiker)
Adolf Rodde (* 10. September 1567 in Münster; † 31. August 1617 in Lübeck) war Kaufmann und Ratsherr der Hansestadt Lübeck im 17. Jahrhundert.
Adolf Rodde war Sohn des Johann Rodde (ca. 1530–1603) in Münster. Er war der Begründer des bedeutenden Lübecker Kaufmannshauses Rodde, das bis zum Beginn des 19. Jahrhunderts in Lübeck Bestand hatte und dann in der Lübecker Franzosenzeit unterging. Er heiratete eine Tochter des Lübecker Kaufmanns Mattheus Bremer. Im Jahr 1612 wurde er als Zuwanderer bereits in den Rat der Stadt erwählt. Sein Sohn Matthäus Rodde wurde Lübecker Bürgermeister. Eine Tochter heiratet den Lübecker Ratsherrn Adolf Brüning.